# Cătălina Cristea
Cătălina Cristea (Bucarest, 2 giugno 1975) è un'ex tennista rumena.

## Carriera
Raggiunse il suo best ranking in singolare il 21 luglio 1997 con la 59ª posizione; nel doppio divenne, il 17 agosto 1998, la 40ª del ranking WTA.
Il miglior risultato in carriera, in singolare, fu il terzo turno raggiunto nell'Open di Francia 1995; in quell'occasione, dopo aver superato il torneo di qualificazione, sconfigge la testa di serie numero dieci, la bielorussa Nataša Zvereva e la sudafricana Joannette Kruger, prima di venire superata in due set dalla giapponese Kyōko Nagatsuka.
In doppio vinse un torneo del circuito WTA su un totale di quattro finali raggiunte. Ciò avvenne nel 1999 nel Warsaw Open; in coppia con la kazaka Irina Seljutina superò in finale la francese Amélie Cocheteux e la slovacca Janette Husárová con il punteggio di 6-1, 6-2.
Fece parte della squadra rumena di Fed Cup dal 1994 al 1999 con un bilancio complessivo di venti vittorie e tredici sconfitte, tra singolare e doppio.

## Statistiche

### Tornei WTA

#### Doppio

##### Vittorie (1)
| Grande Slam (0)       |                       |
| WTA Championships (0) |                       |
| Prima del 2009        | Dal 2009              |
| Tier I (0)            | Premier Mandatory (0) |
| Tier II (0)           | Premier 5 (0)         |
| Tier III (0)          | Premier (0)           |
| Tier IV (1)           | International (0)     |

| Numero | Data          | Torneo                | Superficie  | Compagna        | Avversarie in finale              | Punteggio |
| 1.     | 3 maggio 1999 | Warsaw Open, Varsavia | Terra rossa | Irina Seljutina | Amélie Cocheteux Janette Husárová | 6-1, 6-2  |

##### Finali perse (3)
| Grande Slam (0)       |                       |
| WTA Championships (0) |                       |
| Prima del 2009        | Dal 2009              |
| Tier I (0)            | Premier Mandatory (0) |
| Tier II (0)           | Premier 5 (0)         |
| Tier III (2)          | Premier (0)           |
| Tier IV (1)           | International (0)     |

| Numero | Data             | Torneo                                       | Superficie  | Compagna        | Avversarie in finale                | Punteggio              |
| 1.     | 23 febbraio 1998 | IGA U.S. Indoor Championships, Oklahoma City | Cemento (i) | Kristine Kunce  | Serena Williams Venus Williams      | 5-7, 2-6               |
| 2.     | 20 aprile 1998   | Hungarian Grand Prix, Budapest               | Terra rossa | Laura Montalvo  | Virginia Ruano Pascual Paola Suárez | 6-4, 1-6, 1-6          |
| 3.     | 15 giugno 1998   | Ordina Open, 's-Hertogenbosch                | Erba        | Eva Melicharová | Sabine Appelmans Miriam Oremans     | 7–6(7), 6(6)–7, 6(5)–7 |

### Tornei minori

#### Singolare

##### Vittorie (1)
| Torneo 100 000 $ (0) |
| Torneo 75 000 $ (0)  |
| Torneo 50 000 $ (0)  |
| Torneo 25 000 $ (1)  |
| Torneo 10 000 $ (0)  |

| N. | Data              | Torneo                                  | Superficie  | Avversaria in finale | Punteggio        |
| 1. | 23 settembre 1996 | ITF Women's Circuit Bucharest, Bucarest | Terra rossa | Mariana Díaz Oliva   | 7-5, 2-6, 7–6(1) |

#### Doppio

##### Vittorie (6)
| Torneo 100 000 $ (0) |
| Torneo 75 000 $ (0)  |
| Torneo 50 000 $ (1)  |
| Torneo 25 000 $ (3)  |
| Torneo 10 000 $ (2)  |

| N. | Data              | Torneo                                       | Superficie    | Compagna          | Avversaria in finale                   | Punteggio     |
| 1. | 16 settembre 1991 | ITF Women's Circuit Cluj, Cluj-Napoca        | Cemento       | Diane Samungi     | Mirela Buciu Lea Ghirardi              | 6-1, 6-1      |
| 2. | 27 luglio 1992    | ITF Women's Circuit Lohja, Lohja             | Terra rossa   | Andrea Tunko      | Miyako Ataka Monika Starosta           | 6-2, 7–6(4)   |
| 3. | 18 luglio 1994    | Internacional de Getxo, Getxo                | Terra rossa   | Hanneke Ketelaars | Yolanda Clemot Cristina Torrens Valero | 6-2, 6-1      |
| 4. | 14 novembre 1994  | ITF Women's Circuit Bad Gogging, Bad Gogging | Sintetico (i) | Tatjana Ječmenica | Kateřina Sisková Jana Pospíšilová      | 3-6, 6-3, 6-2 |
| 5. | 19 agosto 1996    | Xenia Athens Open, Atene                     | Terra rossa   | Helena Vildová    | Virginie Massart Emanuela Zardo        | 6-2, 6-4      |
| 6. | 6 ottobre 1997    | ITF Women's Circuit Sedona, Sedona           | Cemento       | Corina Morariu    | Liezel Huber Paola Suárez              | 7-5, 6-2      |

### Risultati in progressione
| Sigla | Risultato               |
| ----- | ----------------------- |
| V     | Vincitore               |
| F     | Finalista               |
| SF    | Semifinalista           |
| O     | Oro olimpico            |
| A     | Argento olimpico        |
| SF    | Bronzo olimpico         |
| QF    | Quarti di Finale        |
| 4T    | Quarto turno            |
| 3T    | Terzo turno             |
| 2T    | Secondo turno           |
| 1T    | Primo turno             |
| RR    | Round Robin             |
| LQ    | Turno di qualificazione |
| A     | Assente                 |
| ND    | Non disputato           |

| Legenda superfici    |
| -------------------- |
| Cemento              |
| Terra battuta        |
| Erba                 |
| Superficie variabile |

#### Singolare nei tornei del Grande Slam
| Torneo          | 1994 | 1995 | 1996 | 1997 | 1998 | 1999 | 2000 | 2001 | 2002 | 2003 | 2004 | 2005 |
| --------------- | ---- | ---- | ---- | ---- | ---- | ---- | ---- | ---- | ---- | ---- | ---- | ---- |
| Australian Open | 2T   | A    | 1T   | 1T   | 1T   | 2T   | A    | A    | A    | A    | A    | A    |
| Open di Francia | 1T   | 3T   | 1T   | 2T   | 2T   | 1T   | 1T   | A    | A    | A    | A    | A    |
| Wimbledon       | A    | A    | 1T   | 1T   | 1T   | 1T   | 2T   | A    | A    | A    | A    | A    |
| US Open         | A    | 1T   | A    | 1T   | 1T   | 1T   | 1T   | A    | A    | A    | A    | A    |

#### Doppio nei tornei del Grande Slam
| Torneo          | 1994 | 1995 | 1996 | 1997 | 1998 | 1999 | 2000 | 2001 | 2002 | 2003 | 2004 | 2005 |
| --------------- | ---- | ---- | ---- | ---- | ---- | ---- | ---- | ---- | ---- | ---- | ---- | ---- |
| Australian Open | 2T   | 1T   | 1T   | 1T   | 2T   | 3T   | 2T   | A    | A    | A    | A    | A    |
| Open di Francia | 1T   | A    | 1T   | 1T   | 2T   | 2T   | 2T   | A    | A    | A    | A    | A    |
| Wimbledon       | A    | A    | 1T   | 2T   | 1T   | 1T   | 2T   | A    | A    | A    | A    | A    |
| US Open         | 1T   | 1T   | A    | 2T   | 1T   | 2T   | 1T   | A    | A    | A    | A    | A    |

#### Doppio misto nei tornei del Grande Slam
| Torneo          | 1994 | 1995 | 1996 | 1997 | 1998 | 1999 | 2000 | 2001 | 2002 | 2003 | 2004 | 2005 |
| --------------- | ---- | ---- | ---- | ---- | ---- | ---- | ---- | ---- | ---- | ---- | ---- | ---- |
| Australian Open | A    | A    | A    | A    | A    | A    | A    | A    | A    | A    | A    | A    |
| Open di Francia | A    | A    | A    | A    | 1T   | 2T   | QF   | A    | A    | A    | A    | A    |
| Wimbledon       | A    | A    | A    | A    | 1T   | 2T   | A    | A    | A    | A    | A    | A    |
| US Open         | A    | A    | A    | A    | A    | A    | 1T   | A    | A    | A    | A    | A    |

## Vittorie contro giocatrici top 10
| Stagione | 1995 | Totale |
| -------- | ---- | ------ |
| Vittorie | 1    | 1      |

| #    | Giocatrice     | Ranking | Evento                  | Superficie  | Turno | Punteggio     | Rank. NPR |
| ---- | -------------- | ------- | ----------------------- | ----------- | ----- | ------------- | --------- |
| 1995 |                |         |                         |             |       |               |           |
| 1.   | Nataša Zvereva | 10      | Open di Francia, Parigi | Terra rossa | 1T    | 1-6, 7-5, 6-3 | 160       |